# Leon Smith (basket-ball)
Pour les articles homonymes, voir Leon Smith et Smith.
Leon Smith, né le 2 novembre 1980 à Chicago dans l'Illinois, est un joueur américain de basket-ball. Il évolue au poste d'ailier fort.

## Biographie
Drafté en NBA en 1999, il a joué quelques matchs pour les Hawks d'Atlanta en 2002 et un match pour les SuperSonics de Seattle en 2004.